# کیاسج محله
کیاسج محله، روستایی از توابع بخش کلاچای شهرستان رودسر در شرق استان گیلان ایران است.

## جمعیت
براساس سرشماری مرکز آمار ایران در سال۱۳۹۵، جمعیت روستا ۱۰۸ نفر (۳۷خانوار) بوده‌است؛ که از این تعداد ۵۴ نفر مرد و ۵۴ نفر زن هستند.

## تصاویر زیبای روستای کیاسج محله

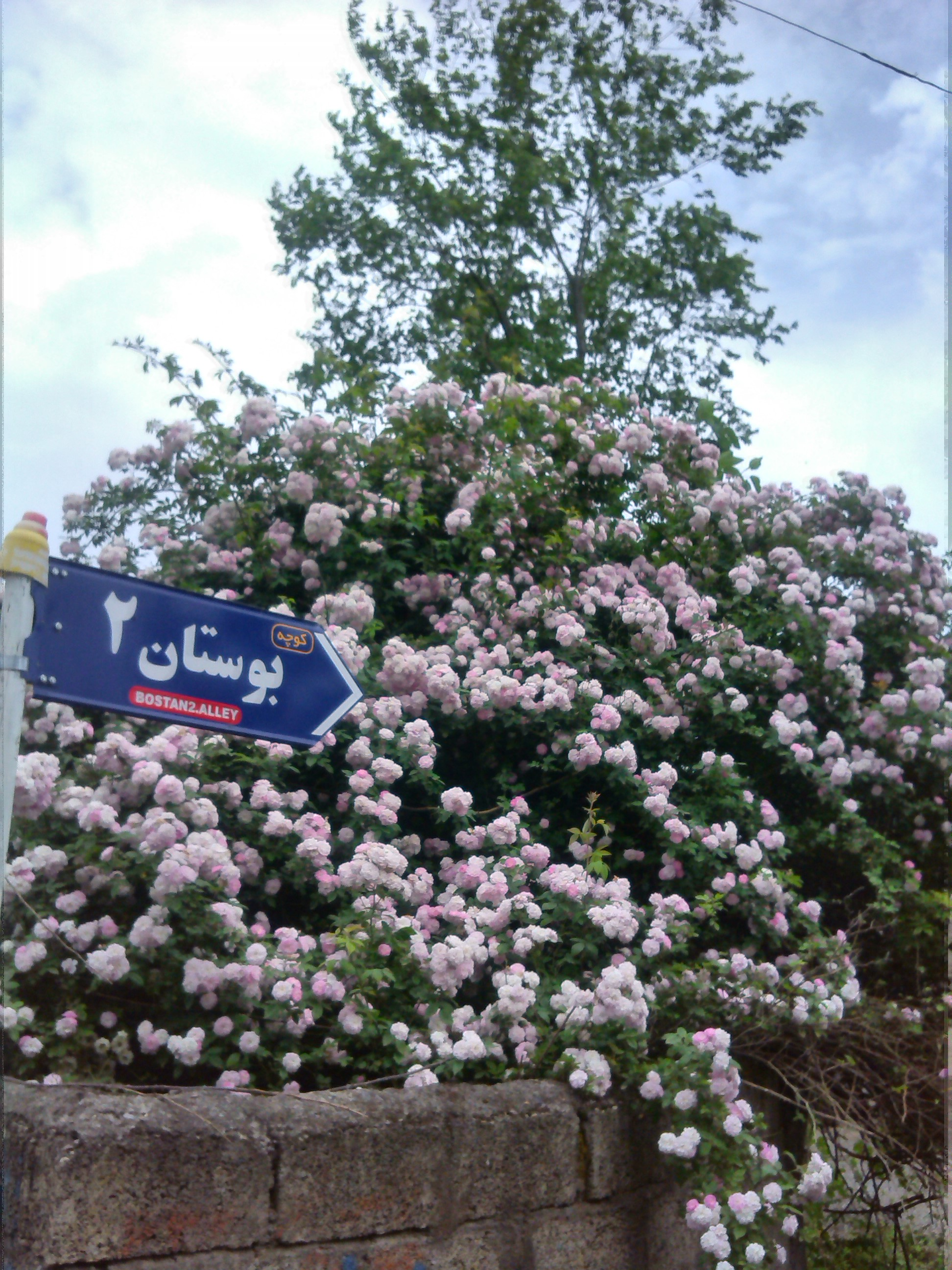
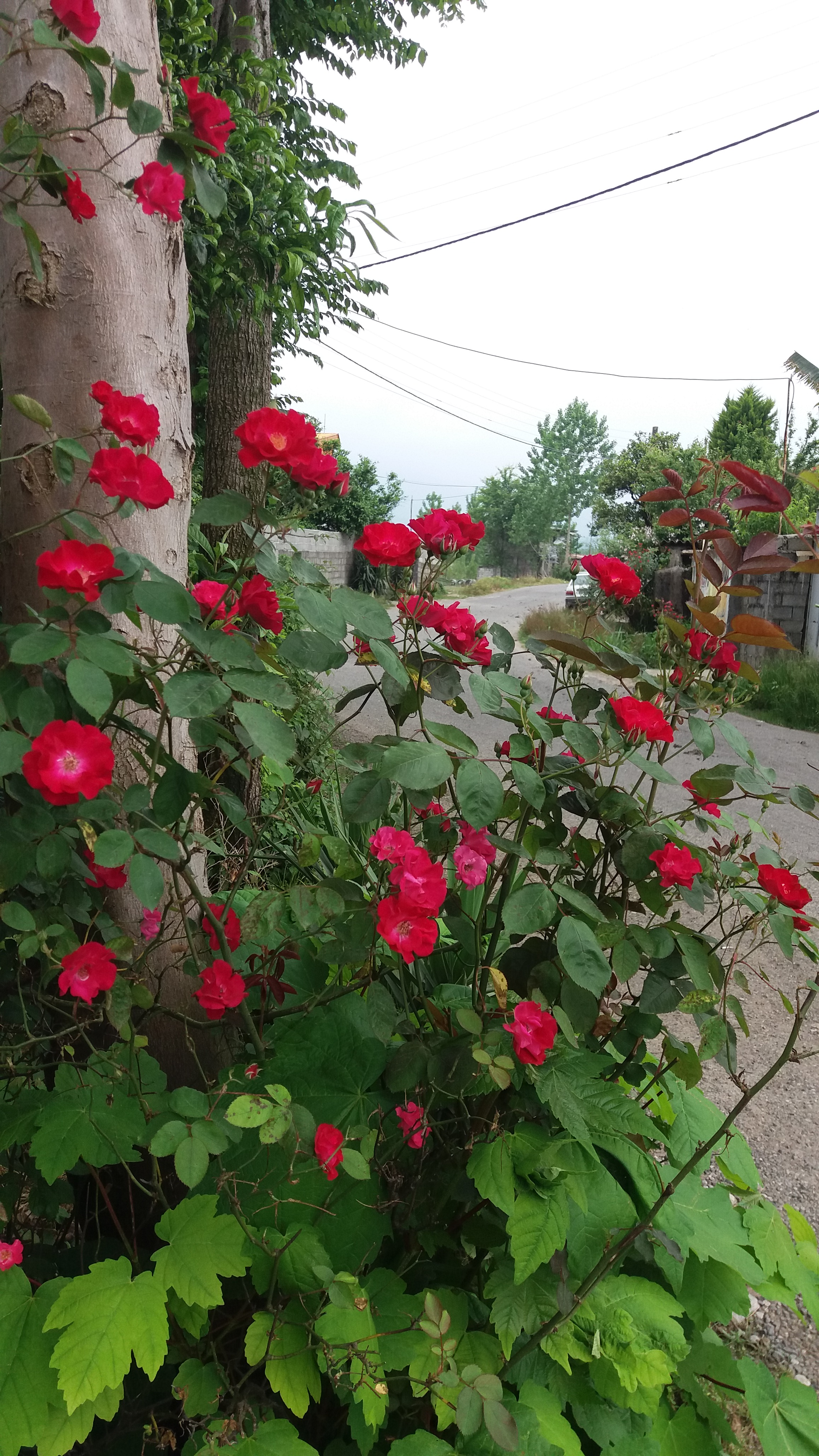
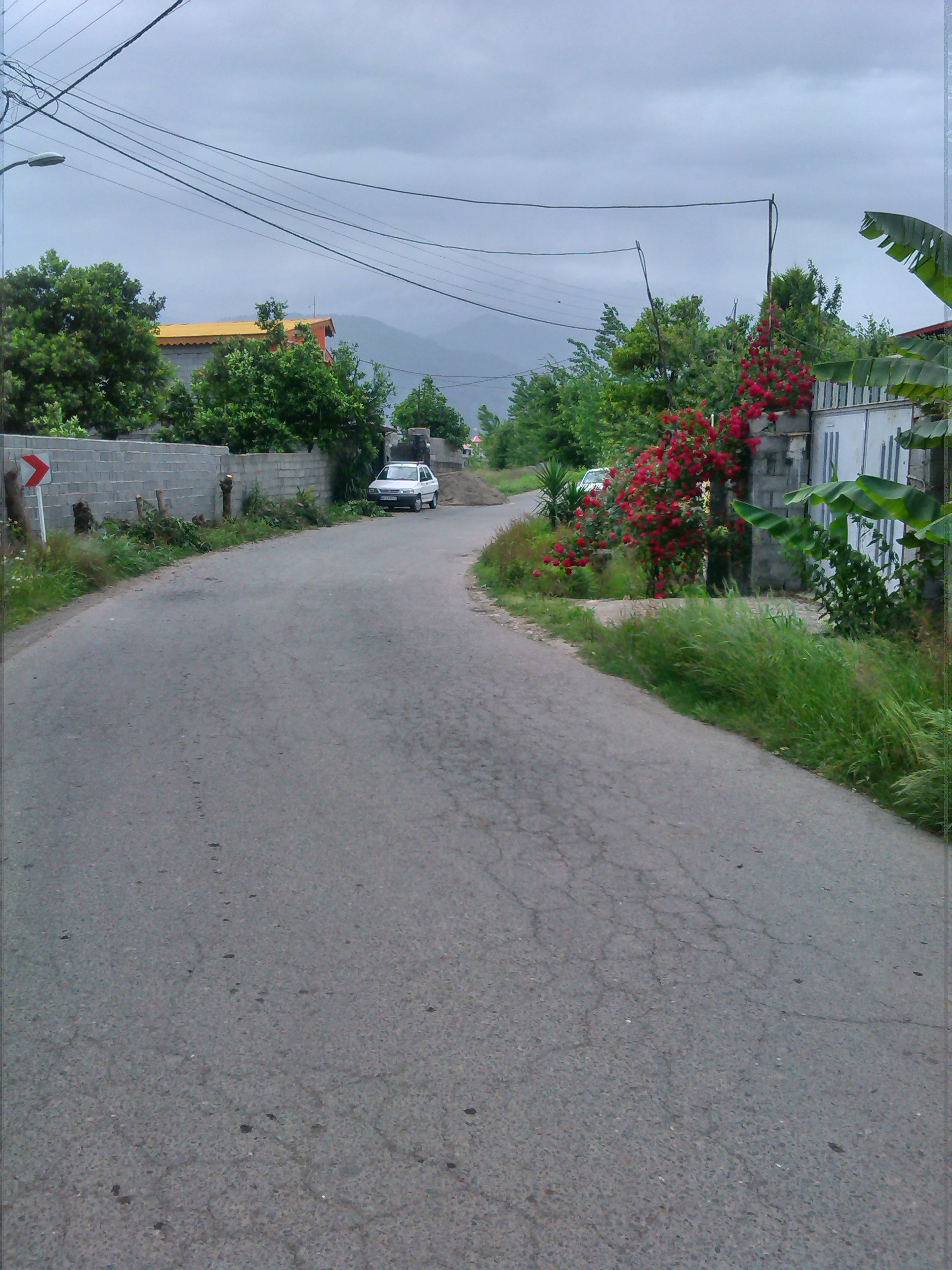
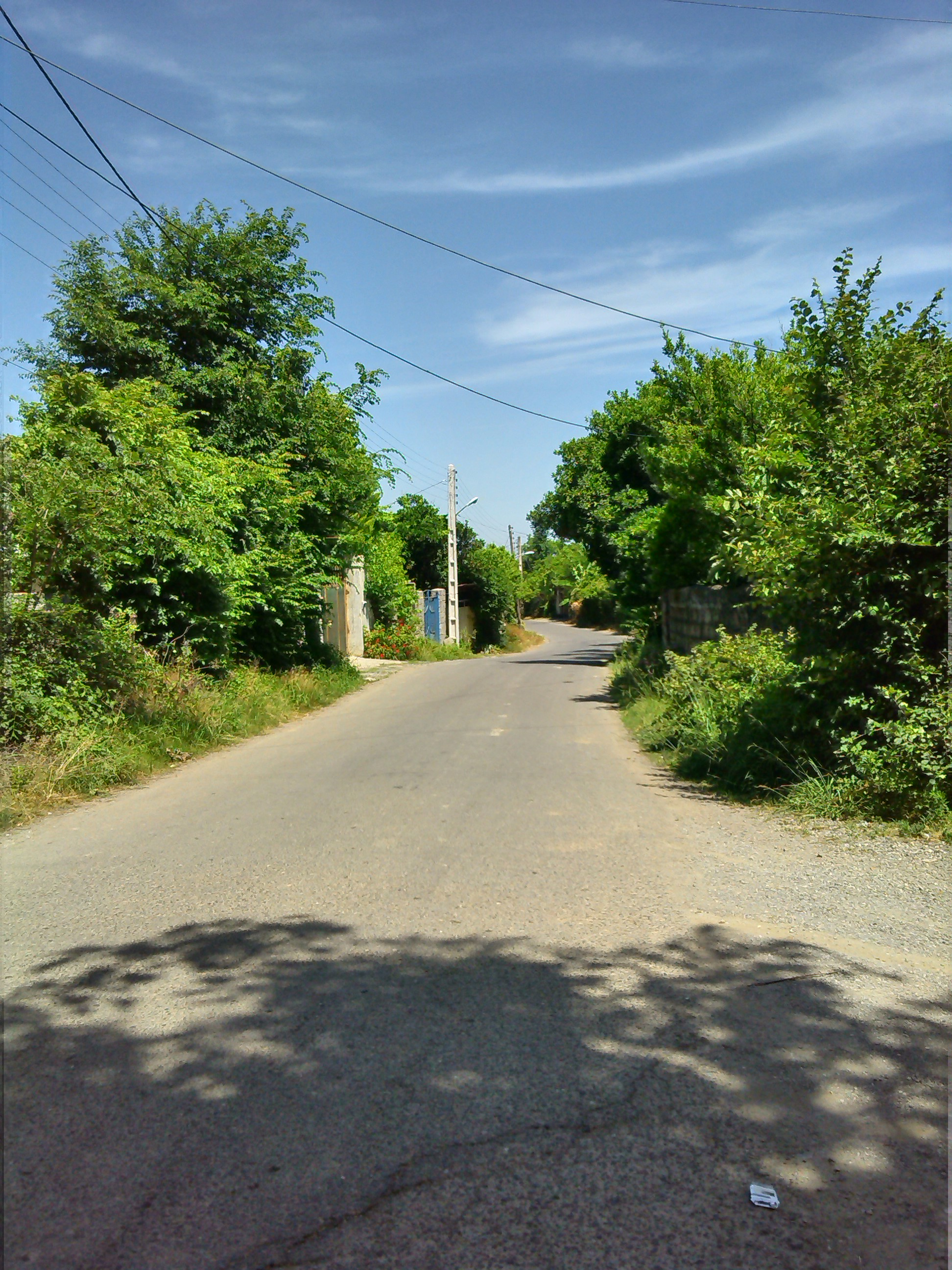
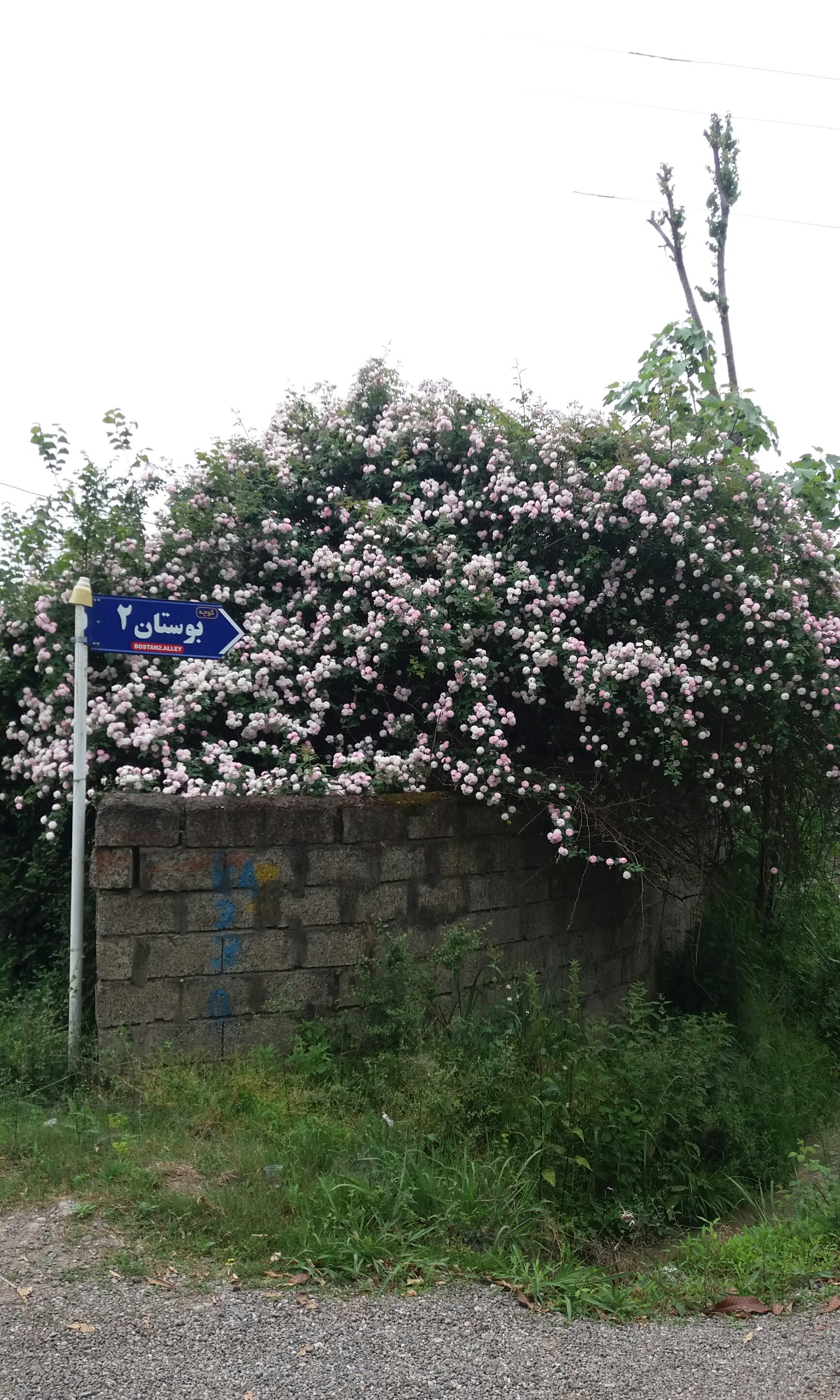
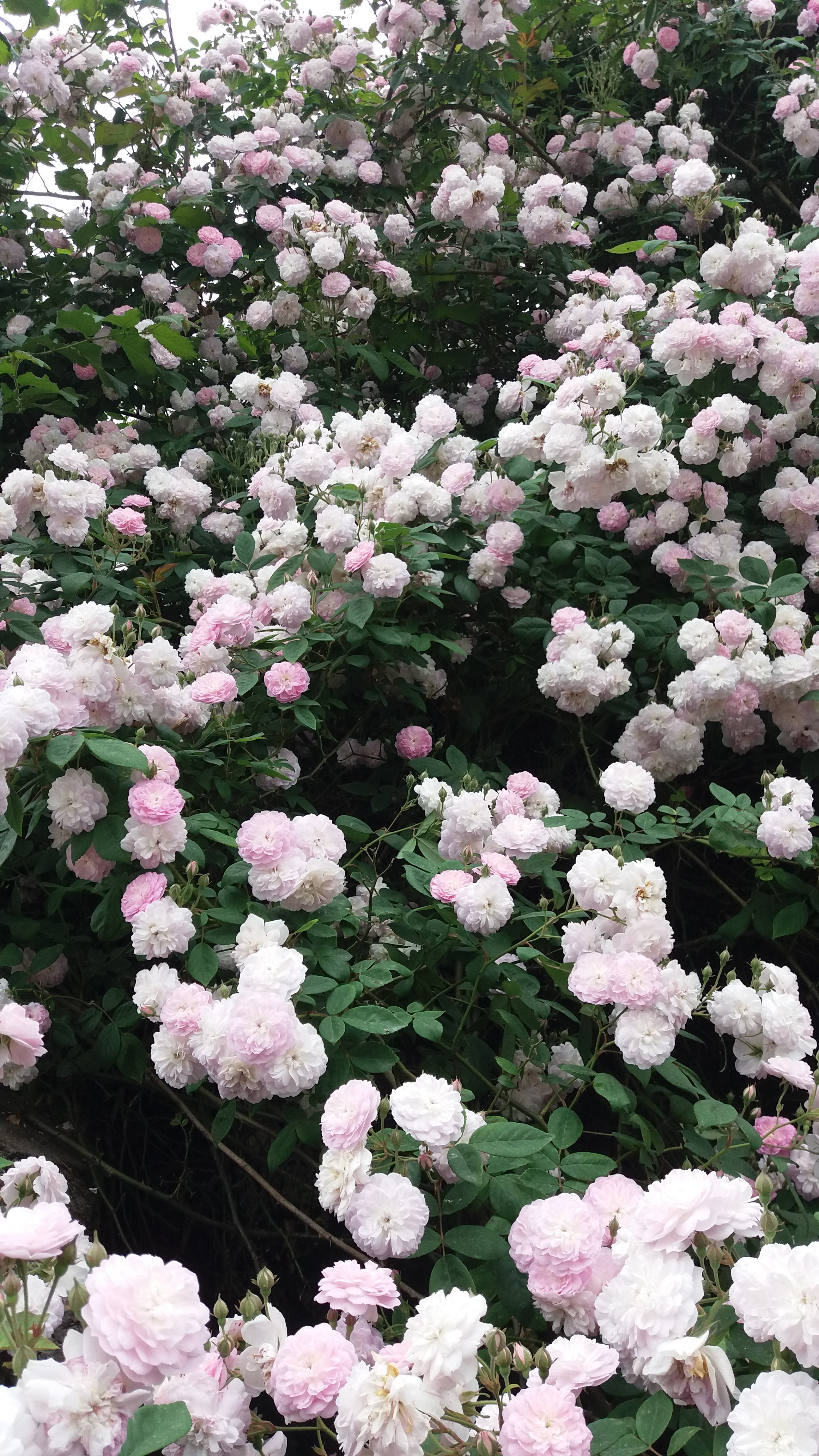
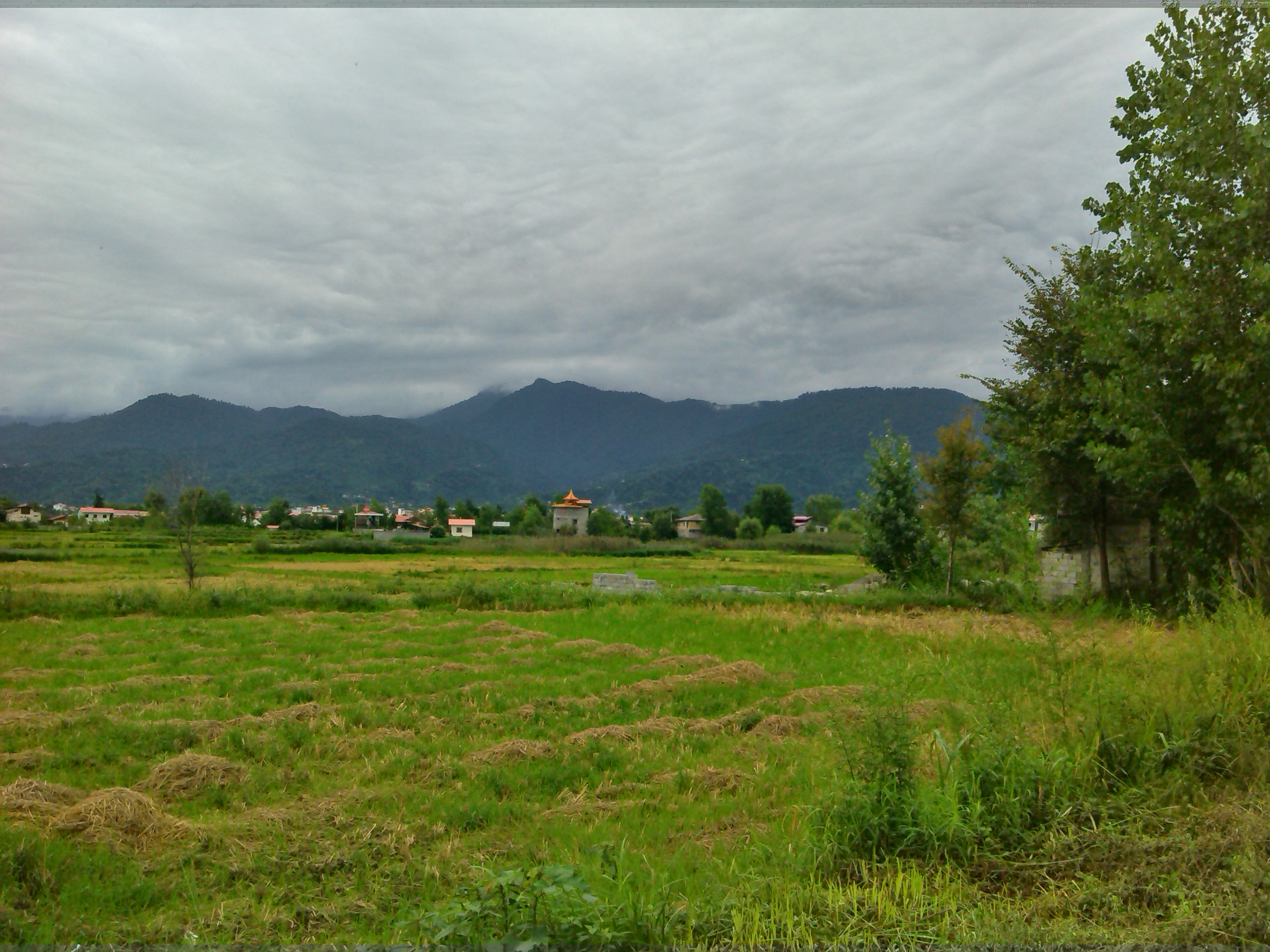
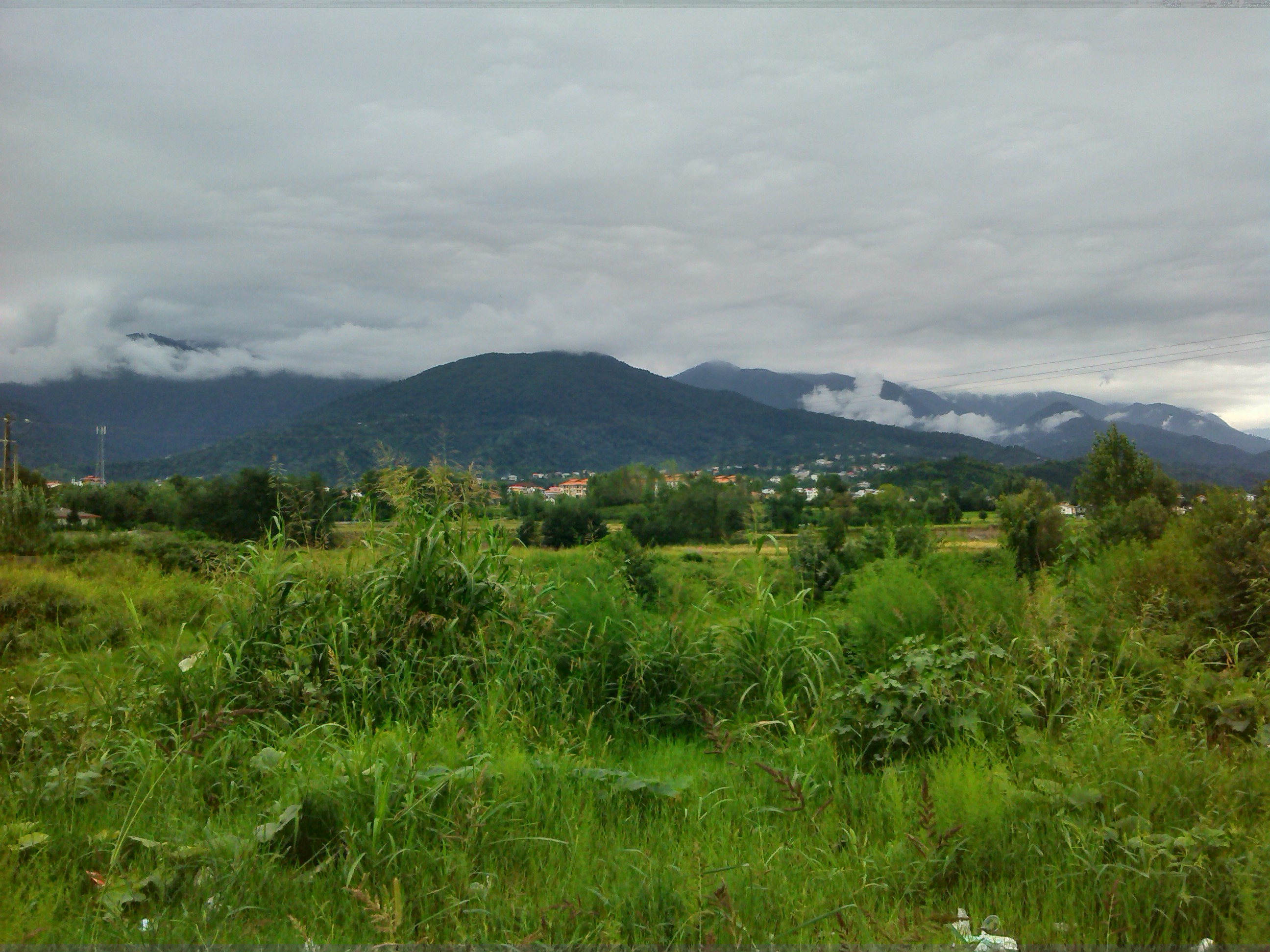